# 大法螺
大法螺（学名：Charonia tritonis），一般只叫作法螺、鳳尾螺，是法螺科大法螺属一种非常大型的的海洋腹足綱软体动物。法螺科舊屬异足目，今屬鶉螺總科，為世界四大名螺之一。

## 形態描述
其殼高可達60公分，是珊瑚礁上其中一種最大型的軟體動物。壳壁厚，表面有瘤狀突起，

## 分佈

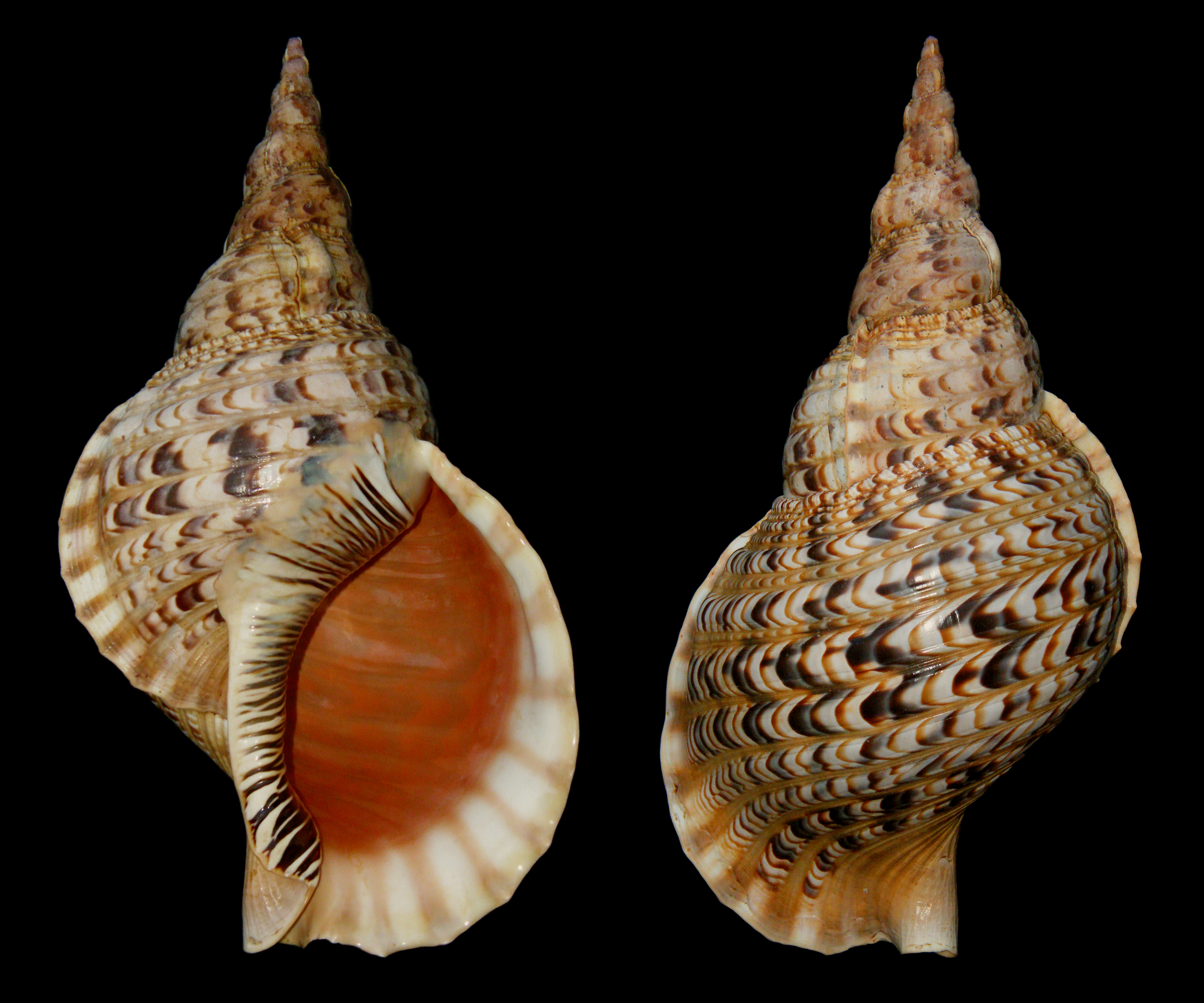
大法螺的兩面外貌

本物種廣泛分佈於印度洋-太平洋海域，包括西太平洋的新西兰、菲律宾、日本、海南岛、西沙群岛、印度尼西亚、中国大陆、台湾等地、加勒比海海域、印度洋海域的阿尔达布拉环礁、查戈斯群島、坦桑尼亞、馬達加斯加及紅海海域。

## 棲息地
常栖息在浅海珊瑚礁、岩石底、低潮线下。

## 生態
大法螺是少數以棘冠海星為食的動物。這種大型和破壞力強的海星，在澳大利亞東北部大堡礁及西太平洋其他地區的珊瑚礁造成嚴重破壞。大法螺以其齒舌上好像銼一樣的舌齒把海星撕成碎塊，使其無法重生。
然而，這種以大法螺去消滅棘冠海星的做法有爭議，爭論點在於：棘冠海星的大量生長，是自然生態，還是由於對會進食這種海星的物種的過度漁獵引起的問題。1994年，澳大利亞動議將大法螺列入CITES列表，以保護這物種免於濫捕。然而，由於缺乏大法螺被捕獵及販賣的數據，無法滿足CITES的要求，最終令動議被收回。儘管現時本物種在澳大利亞、印度及其他國家受到保護，在其他未被保護的地區（無論是網上店或實體店交易）仍然可以合法販賣。